# Pfarrkirche Weikersdorf am Steinfelde

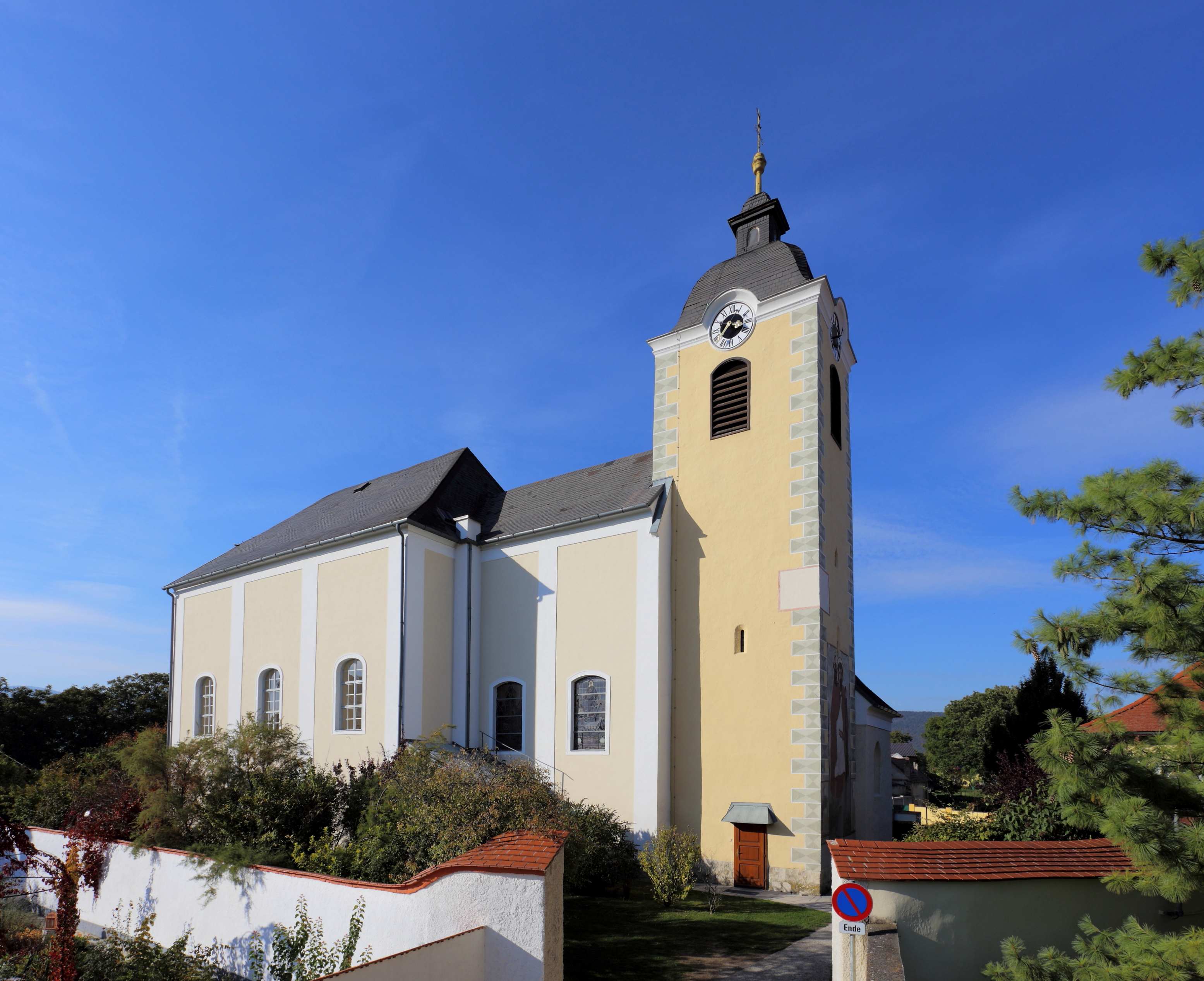
Kath. Pfarrkirche hl. Jakobus d. Ä. in Weikersdorf am Steinfelde

Die römisch-katholische Pfarrkirche Weikersdorf am Steinfelde steht in der Gemeinde Weikersdorf am Steinfelde in Niederösterreich. Die Pfarrkirche hl. Jakobus der Ältere gehört zum Dekanat Wiener Neustadt im Vikariat Unter dem Wienerwald der Erzdiözese Wien. Die Kirche steht unter Denkmalschutz.

## Geschichte
Eine Kirche wurde 1220 urkundlich als Filiale von Fischau (Pfarrkirche Bad Fischau-Brunn) genannt. Die romanische Chorquadratkirche aus der ersten Hälfte des 13. Jahrhunderts ist im Kern erhalten. Ein Pfarrer wurde 1330 urkundlich genannt. Die Kirche ging um 1475 an die Probstei St. Ulrich (?) in Wiener Neustadt. Die Kirche wurde im Türkenkrieg (1683) beschädigt. 1753 erfolgte mit Domherr Franz Zeißler ein barocker Umbau und Neubau, bei dem die mittelalterlicher Anlage teilweise beibehalten wurde: An Stelle des desolaten gotischen Langhauses wurde ein neues Langhaus im Barockstil errichtet, der Chor wurde um etwa einen halben Meter auf die Traufhöhe des Langhauses angehoben und eingewölbt und der Kirchturm wurde mit einem Glockenstuhl und dem barocken Turmhelm versehen.

## Baubeschreibung

### Äußeres
Das Äußere des Kirchengebäudes ist einheitlich durch Lisenen und Segmentbogenfenster gegliedert. Oberhalb des umlaufenden Traufengesimses ist das hohe Langhaus durch ein Walm- bzw. Halbwalmdach, der anschließende Chor (ursprünglich das romanische Langhaus) durch ein Satteldach gedeckt. Östlich schließt an den Chor der dreigeschoßige gotische Chorturm an, der über einem romanischen Chorquadrat errichtet ist und rundbogige Schlitzfenster, ein spitzgiebeliges Fenster, einen barocken Uhrengiebel sowie einen barocken Glockenstuhl aufweist.
Das schlichte rechteckige barocke Portal mit originalen Türflügeln befindet sich in einer vermutlich 1900 errichteten Vorhalle an der Westseite des Langhauses. An der Nordseite ist an Turm und Chor der spätgotische Anbau der ehemaligen Annenkapelle angefügt, der nun als Sakristei genutzt wird. Darunter liegt eine Gruft, die 1959 wiederentdeckt wurde. An der Ostseite des Turms befinden sich verschiedene Wandmalereien, u. a. eine Darstellung des hl. Christophorus vom Ende des 15. Jahrhunderts, gemalte Quaderung sowie Rest von zwei Sonnenuhren an den Turmkanten.

### Innenraum

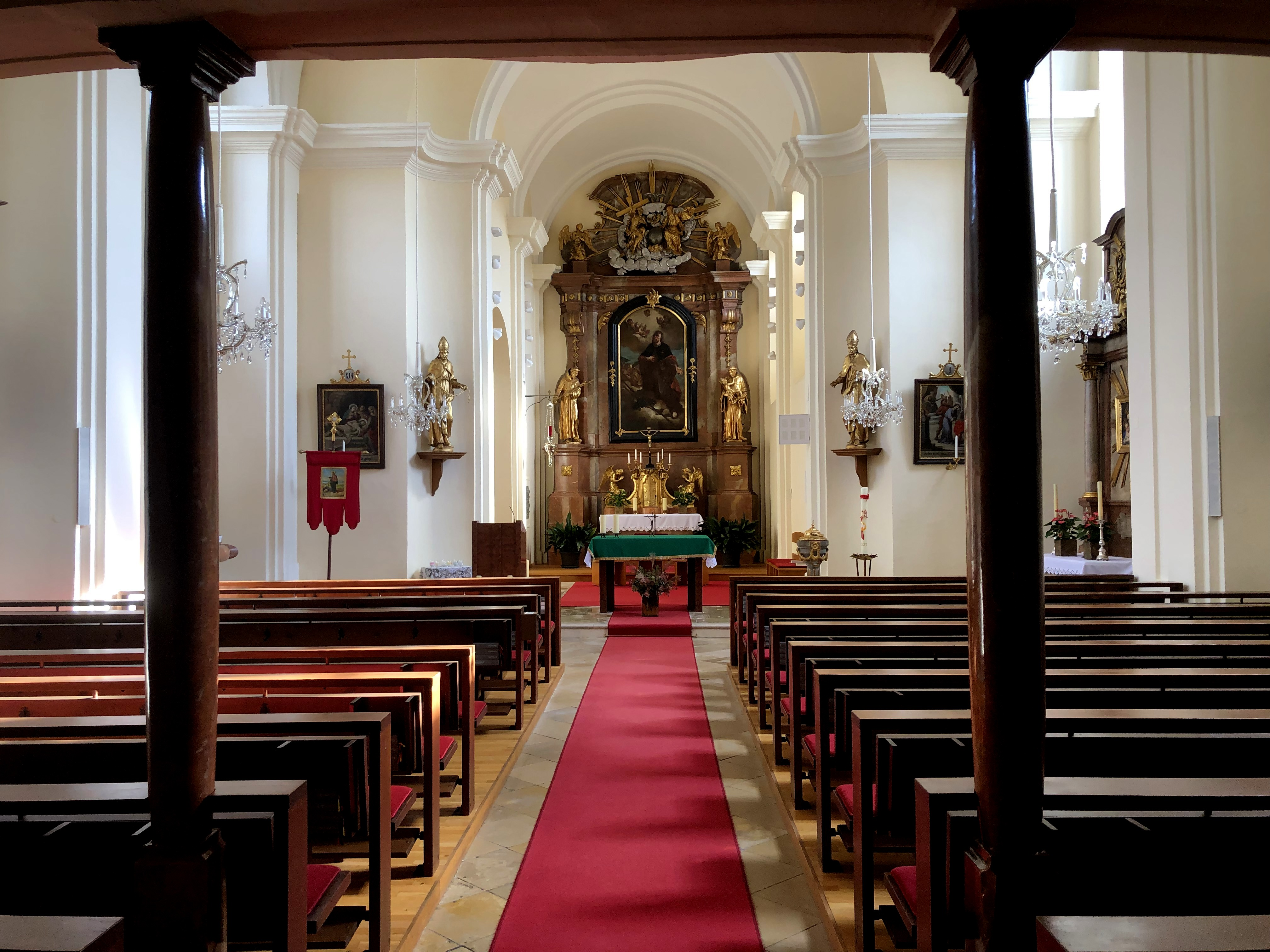
Innenraum

Das Langhaus ist ein Saal aus drei ungleich breiten Jochen mit Platzlgewölbe. Am Westende ruht auf zwei schlanken Pfeilern die Empore, deren Mittelteil vorschwingt. Durch einen hohen Triumphbogen gelangt man in den zweijochigen Chor, der gleichfalls Platzlgewölbe zwischen profilierten Rundbögen aufweist. Nördlich schließt die Sakristei an, die durch ein Kreuzgratgewölbe gedeckt ist. Östlich des Chors steht der Turm über einem romanischen Chorquadrat; der rundbogige Triumphbogen zum ehemaligen romanischen Langhaus ist abgemauert.
Der Hochaltar besteht aus einem spätbarocken Aufsatz aus dem dritten Viertel des 18. Jahrhunderts auf einem hohen Sockel. Das Altarbild von 1859 zeigt den hl. Jakobus den Älteren und ist flankiert von Statuen der hll. Franz von Assisi und Antonius von Padua. Der kartuschenförmige Auszug zeigt die von Engeln angebetete Heilige Dreifaltigkeit.
Der linke Seitenaltar trägt auf einem klassizistischen Altartisch eine Statue der Maria Lourdes von 1900, der rechte ein Bildnis der Maria Hilf aus der zweiten Hälfte des 19. Jahrhunderts vor einem Strahlenkranz.
Zur Ausstattung gehören außerdem eine spätbarocke Hängekanzel mit einem Reliefmedaillon, darin die Darstellung Christus und die Samariterin am Brunnen, ein Taufstein mit Zopfdekor aus der Zeit 1770/90, Kreuzwegbilder aus 1774 sowie eine Konsolfigur des hl. Leonhard vom Ende des 18. Jahrhunderts.
In der Sakristei werden eine Pietà, Figuren der hll. Florian und Sebastian sowie ein Wandkreuz (alle 18. Jahrhundert) verwahrt. Die Orgel mit 10 Registern (I/P) aus 1808 wurde von Ignaz Kober errichtet.